# Zivadin Jovanovic
Zivadin Jovanovic fut le ministre des affaires étrangères de Yougoslavie de 1998 à 2000.

## Biographie
Il est président du Belgrade Forum for the World of Equals.